# Kanton Marseille-Les Cinq-Avenues
Kanton Marseille-Les Cinq-Avenues (fr. Canton de Marseille-Les Cinq-Avenues) je francouzský kanton v departementu Bouches-du-Rhône v regionu Provence-Alpes-Côte d'Azur. Tvoří ho část města Marseille a zahrnuje části městských obvodů 1 a 4.

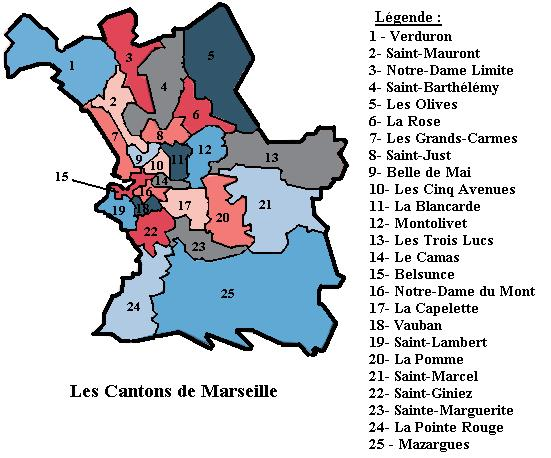
Kantony města Marseille